# Федько Наталя Володимирівна
Наталя Володимирівна Федько (народилася 5 грудня 1986 в селищі Межова Дніпропетровської області) — українська поетеса, авторка п'яти поетичних збірок.

## З життєпису
У 1998 році переїхала разом з батьками до Дніпропетровська. Закінчила Дніпропетровський національний університет (2009, факультет української філології).
Казки та вірші пише з дитинства. З 14 років відвідувала літературну студію «Лілея» при Дніпропетровській обласній організації НСПУ.
Авторка 5-ти поетичних збірок — «Велич життя» (2004), «Зорепад серця» (2005), «Прощавай, срібна вежо!» (2006), "Пишу на пергаменті неба (2007) та «Дві долі грали дощ» (2008).
Твори Наталі увійшли до збірника «Книжкова веселка: Дитячі письменники рідного краю» (2009, Дніпропетровськ), книги «Сяєво жар-птиці: Антологія літератури для дітей та юнацтва Придніпров'я (1883–2008)» (2009, Дніпропетровськ).
Переможниця обласних літературних конкурсів «Війна без права забуття» (2005), «Щоб далі йти дорогою одною» (2006, присвячений 100-річчю від дня народження О. Теліги), «Молода муза» (2011).
Лауреатка Всеукраїнського конкурсу-огляду за програмою «Нові імена України» (2007).
У шкільні роки важливе місце у житті Наталі посідало малювання. Здебільшого вона малювала природу, зокрема - квіти і птахів. На початку 2021 року, після шістнадцятирічної паузи, Наталя повернулася до малювання. Зараз вона працює в жанрі наївного мистецтва.